# Taxilepis regularis
Taxilepis regularis är en fjärilsart som beskrevs av W. Warren 1903. Taxilepis regularis ingår i släktet Taxilepis och familjen mätare. Inga underarter finns listade i Catalogue of Life.